# Annette Wille
Annette Wille (* 2. Mai 1968 in Oberkassel (Siegkreis)) ist eine deutsche Juristin. Sie ist seit dem 1. April 2021 Richterin am Bundesgerichtshof.

## Leben und Wirken
Wille war nach Beendigung ihrer juristischen Ausbildung zunächst mehrere Monate als Rechtsanwältin tätig. 1997 trat sie in den Justizdienst des Landes Nordrhein-Westfalen ein und war bei dem Landgericht Köln tätig. 1999 erfolgte dort ihre Ernennung zur Richterin am Landgericht. 2009 wurde sie zur Richterin am Oberlandesgericht Köln ernannt. Von 2014 bis 2017 war Wille als wissenschaftliche Mitarbeiterin an den Bundesgerichtshof abgeordnet.
Das Präsidium des Bundesgerichtshofs wies Wille dem vornehmlich für Streitigkeiten aus dem gewerblichen Rechtsschutz und dem Urheberrecht zuständigen
I. Zivilsenat zu. Seit dem 1. August 2021 ist sie zusätzlich dem als Hilfssenat eingerichteten VIa-Zivilsenat zugewiesen.